# Championnats du monde d'athlétisme 2022
Ne doit pas être confondu avec Championnats du monde d'athlétisme en salle 2022.
Navigation
Les 18es Championnats du monde d'athlétisme se déroulent du 15 au 24 juillet 2022 à Eugene, aux États-Unis. En anglais, le nom officiel de la compétition est  « 2022 World Athletics Championships ». Initialement prévus en août 2021, ils sont reportés d'un an à la suite de la reprogrammation des Jeux olympiques d'été de 2020 en 2021 à cause de la pandémie de Covid-19,.
Les États-Unis accueillent pour la première fois cet événement sportif, organisé depuis 1983 par World Athletics et, pour cette édition, par USA Track and Field (USATF). Les compétitions sur route (marathon et marche) se déroulent dans les rues d'Eugene, tandis que l'ensemble des autres épreuves se déroule au sein du stade Hayward Field.
L'équipe des États-Unis est la nation la plus récompensée avec 33 médailles, dont 13 titres. Elle devance l'Éthiopie (10 médailles dont 4 titres) et la Jamaïque (10 médailles dont 2 titres).
Trois records du monde sont battus lors de cette compétition : l'Américaine Sydney McLaughlin sur 400 mètres haies avec le temps de 50 s 68, la Nigériane Tobi Amusan sur 100 mètres haies avec le temps de 12 s 12 établi en demi-finale, et le Suédois Armand Duplantis au saut à la perche avec la marque de 6,21 m. Par ailleurs, sont établis 13 records des championnats du monde.

## Organisation

### Sélection de la ville hôte
Le Conseil de l'IAAF, en avril 2015, a délibérément choisi de ne pas faire jouer de candidatures entre plusieurs villes afin de retenir, pour la première fois dans l'histoire des championnats du monde, une ville américaine, en récompensant ce faisant un pays qui a fourni un grand nombre d'athlètes à ce sport, mais aussi la « Ville émeraude », siège de l'équipementier Nike. Cette situation ne s'était présentée dans le passé que lors des Championnats du monde d'athlétisme 2007, mais dans ce dernier cas deux candidats s'étaient retirés de la compétition, laissant Osaka sans adversaire.
En novembre 2015, Sebastian Coe est soupçonné de conflits d'intérêts dans l'attribution de ces championnats. Il est en effet employé par Nike, équipementier dont le siège est situé à Eugene. Le 27 novembre 2015, il reconnaît que cette attribution « n'a pas été correcte » (source The Times),. Le 9 décembre 2015, une information judiciaire est ouverte à Paris sur les conditions d'attribution des championnats à Eugene.

### Sites des compétitions

#### Stade

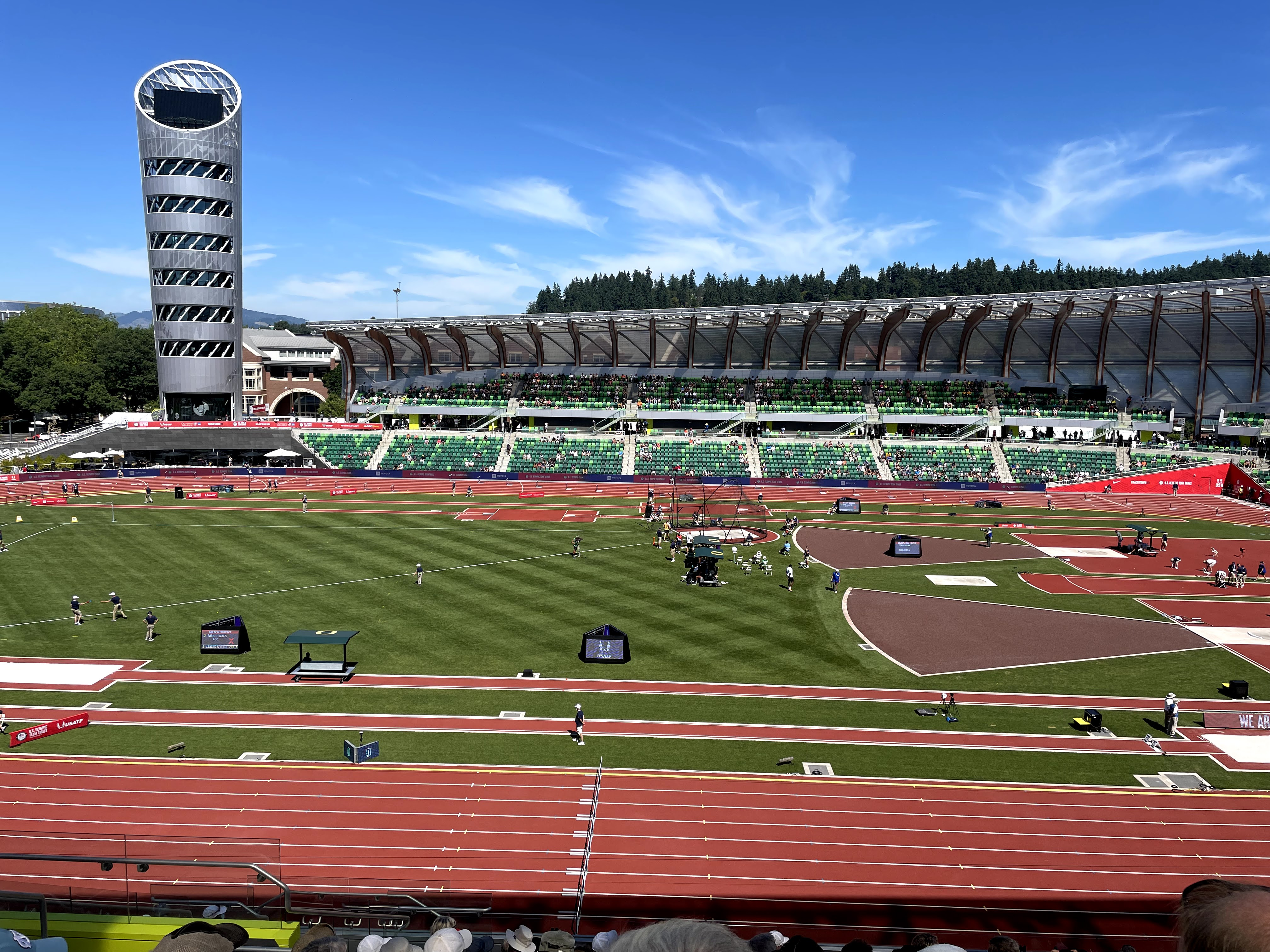
Le stade Hayward Field en 2021.

Le stade Hayward Field, situé à Eugene et propriété de l'Université de l'Oregon, a été construit en 1919 et rénové en 2018 en vue de ces championnats du monde. Il accueille l'équipe de football américain universitaire des Ducks de l'Oregon, ainsi que le meeting d'athlétisme de la Prefontaine Classic, compétition figurant au programme de la Ligue de diamant. Il a également été à plusieurs reprises le stade hôte des championnats des États-Unis d'athlétisme et notamment les sélections olympiques américaines en 1972, 1976, 1980, 2008, 2012, 2016 et 2020.
Le stade dispose d'une capacité de 12 900 spectateurs mais peut accueillir près de 30 000 personnes lors de grands évenements.

#### Épreuves sur route
Les épreuves de marche et le marathon se déroulent autour de l'Autzen Stadium situé au sein de l'Université de l'Oregon à Eugene.

### Calendrier
Le calendrier des championnats du monde d'athlétisme 2022 est le suivant :
| Heure locale (GMT -07:00) | Sexe                     | Épreuve                  | Tour                     |                          |                          |
| Vendredi 15 juillet 2022  | Vendredi 15 juillet 2022 | Vendredi 15 juillet 2022 | Vendredi 15 juillet 2022 | Vendredi 15 juillet 2022 | Vendredi 15 juillet 2022 |
| ------------------------- | ------------------------ | ------------------------ | ------------------------ | ------------------------ | ------------------------ |
| 9:05                      | H                        | Lancer du marteau        | Groupe A                 |                          |                          |
| 10:10                     | H                        | Saut en hauteur          | Qualification            |                          |                          |
| 10:30                     | H                        | Lancer du marteau        | Groupe B                 |                          |                          |
| 11:45                     | Mx                       | 4 x 400 m                | Séries                   |                          |                          |
| 12:05                     | F                        | Lancer du marteau        | Groupe A                 |                          |                          |
| 12:30                     | H                        | 100 m                    | Tour préliminaire        |                          |                          |
| 13:10                     | F                        | 20 km marche             | Finale                   |                          |                          |
| 13:30                     | F                        | Lancer du marteau        | Groupe B                 |                          |                          |
| 15:10                     | H                        | 20 km marche             | Finale                   |                          |                          |
| 17:05                     | F                        | Lancer du poids          | Qualification            |                          |                          |
| 17:15                     | H                        | 3 000 m steeple          | Séries                   |                          |                          |
| 17:20                     | F                        | Saut à la perche         | Qualification            |                          |                          |
| 18:00                     | H                        | Saut en longueur         | Qualification            |                          |                          |
| 18:10                     | F                        | 1 500 m                  | Séries                   |                          |                          |
| 18:50                     | H                        | 100 m                    | Séries                   |                          |                          |
| 18:55                     | H                        | Lancer du poids          | Qualification            |                          |                          |
| 19:50                     | Mx                       | 4 x 400 m                | Finale                   |                          |                          |
| Samedi 16 juillet 2022    |                          |                          |                          |                          |                          |
| 10:35                     | F                        | 3 000 m steeple          | Séries                   |                          |                          |
| 10:40                     | F                        | Triple saut              | Qualification            |                          |                          |
| 11:10                     | F                        | Saut en hauteur          | Qualification            |                          |                          |
| 11:25                     | H                        | 110 m Haies              | Séries                   |                          |                          |
| 12:00                     | H                        | Lancer du marteau        | Finale                   |                          |                          |
| 12:20                     | F                        | 10 000 m                 | Finale                   |                          |                          |
| 13:20                     | H                        | 400 m haies              | Séries                   |                          |                          |
| 17:10                     | F                        | 100 m                    | Séries                   |                          |                          |
| 18:00                     | H                        | 100 m                    | Demi-finales             |                          |                          |
| 18:20                     | F                        | Lancer du poids          | Finale                   |                          |                          |
| 18:25                     | H                        | Saut en longueur         | Finale                   |                          |                          |
| 18:30                     | H                        | 1 500 m                  | Séries                   |                          |                          |
| 19:05                     | F                        | 1 500 m                  | Demi-finales             |                          |                          |
| 19:50                     | H                        | 100 m                    | Finale                   |                          |                          |
| Dimanche 17 juillet 2022  |                          |                          |                          |                          |                          |
| 6:15                      | H                        | Marathon                 | Finale                   |                          |                          |
| 10:35                     | F                        | 100 m Haies              | Heptathlon               |                          |                          |
| 11:05                     | H                        | 400 m                    | Séries                   |                          |                          |
| 11:35                     | F                        | Saut en hauteur          | Heptathlon               |                          |                          |
| 11:35                     | F                        | Lancer du marteau        | Finale                   |                          |                          |
| 12:00                     | F                        | 400 m                    | Séries                   |                          |                          |
| 13:00                     | H                        | 10 000 m                 | Finale                   |                          |                          |
| 13:45                     | F                        | Lancer du poids          | Heptathlon               |                          |                          |
| 17:05                     | H                        | 110 m Haies              | Demi-finales             |                          |                          |
| 17:05                     | H                        | Lancer du disque         | Groupe A                 |                          |                          |
| 17:25                     | F                        | Saut à la perche         | Finale                   |                          |                          |
| 17:33                     | F                        | 100 m                    | Demi-finales             |                          |                          |
| 18:03                     | H                        | 400 m Haies              | Demi-finales             |                          |                          |
| 18:27                     | H                        | Lancer du poids          | Finale                   |                          |                          |
| 18:30                     | H                        | Lancer du disque         | Groupe B                 |                          |                          |
| 18:38                     | F                        | 200 m                    | Heptathlon               |                          |                          |
| 19:00                     | H                        | 1 500 m                  | Demi-finales             |                          |                          |
| 19:30                     | H                        | 110 m Haies              | Finale                   |                          |                          |
| 19:50                     | F                        | 100 m                    | Finale                   |                          |                          |
| Lundi 18 juillet 2022     |                          |                          |                          |                          |                          |
| 6:15                      | F                        | Marathon                 | Finale                   |                          |                          |
| 9:35                      | F                        | Saut en longueur         | Heptathlon               |                          |                          |
| 10:50                     | F                        | Lancer du javelot        | Heptathlon Groupe A      |                          |                          |
| 12:05                     | F                        | Lancer du javelot        | Heptathlon Groupe B      |                          |                          |
| 17:05                     | H                        | 200 m                    | Séries                   |                          |                          |
| 17:10                     | F                        | Lancer du disque         | Groupe A                 |                          |                          |
| 17:45                     | H                        | Saut en hauteur          | Finale                   |                          |                          |
| 18:00                     | F                        | 200 m                    | Séries                   |                          |                          |
| 18:30                     | F                        | Triple saut              | Finale                   |                          |                          |
| 18:35                     | F                        | Lancer du disque         | Groupe B                 |                          |                          |
| 18:55                     | F                        | 800 m                    | Heptathlon               |                          |                          |
| 19:20                     | H                        | 3 000 m steeple          | Finale                   |                          |                          |
| 19:50                     | F                        | 1 500 m                  | Finale                   |                          |                          |
| Mardi 19 juillet 2022     |                          |                          |                          |                          |                          |
| 17:15                     | F                        | 400 m haies              | Séries                   |                          |                          |
| 17:40                     | F                        | Saut en hauteur          | Finale                   |                          |                          |
| 18:05                     | F                        | 200 m                    | Demi-finales             |                          |                          |
| 18:33                     | H                        | Lancer du disque         | Finale                   |                          |                          |
| 18:50                     | H                        | 200 m                    | Demi-finales             |                          |                          |
| 19:30                     | H                        | 1 500 m                  | Finale                   |                          |                          |
| 19:50                     | H                        | 400 m haies              | Finale                   |                          |                          |
| Mercredi 20 juillet 2022  |                          |                          |                          |                          |                          |
| 15:20                     | F                        | Lancer du javelot        | Groupe A                 |                          |                          |
| 16:25                     | F                        | 5 000 m                  | Séries                   |                          |                          |
| 16:50                     | F                        | Lancer du javelot        | Groupe B                 |                          |                          |
| 17:20                     | H                        | 800 m                    | Séries                   |                          |                          |
| 18:15                     | F                        | 400 m haies              | Demi-finales             |                          |                          |
| 18:30                     | F                        | Lancer du disque         | Finale                   |                          |                          |
| 18:45                     | F                        | 400 m                    | Demi-finales             |                          |                          |
| 19:15                     | H                        | 400 m                    | Demi-finales             |                          |                          |
| 19:45                     | F                        | 3 000 m steeple          | Finale                   |                          |                          |
| Jeudi 21 juillet 2022     |                          |                          |                          |                          |                          |
| 17:05                     | H                        | Lancer du javelot        | Groupe A                 |                          |                          |
| 17:10                     | F                        | 800 m                    | Séries                   |                          |                          |
| 18:10                     | H                        | 5 000 m                  | Séries                   |                          |                          |
| 18:20                     | H                        | Triple saut              | Qualification            |                          |                          |
| 18:45                     | H                        | Lancer du javelot        | Groupe B                 |                          |                          |
| 19:00                     | H                        | 800 m                    | Demi-finales             |                          |                          |
| 19:35                     | F                        | 200 m                    | Finale                   |                          |                          |
| 19:50                     | H                        | 200 m                    | Finale                   |                          |                          |
| Vendredi 22 juillet 2022  |                          |                          |                          |                          |                          |
| 6:15                      | F                        | 35 km marche             | Finale                   |                          |                          |
| 17:05                     | H                        | Saut à la perche         | Qualification            |                          |                          |
| 17:40                     | F                        | 4 x 100 m                | Séries                   |                          |                          |
| 18:05                     | H                        | 4 x 100 m                | Séries                   |                          |                          |
| 18:20                     | F                        | Lancer du javelot        | Finale                   |                          |                          |
| 18:35                     | F                        | 800 m                    | Demi-finales             |                          |                          |
| 19:15                     | F                        | 400 m                    | Finale                   |                          |                          |
| 19:35                     | H                        | 400 m                    | Finale                   |                          |                          |
| 19:50                     | F                        | 400 m Haies              | Finale                   |                          |                          |
| Samedi 23 juillet 2022    |                          |                          |                          |                          |                          |
| 9:50                      | H                        | 100 m                    | Décathlon                |                          |                          |
| 10:40                     | H                        | Saut en longueur         | Décathlon                |                          |                          |
| 11:20                     | F                        | 100 m haies              | Séries                   |                          |                          |
| 12:00                     | F                        | Saut en longueur         | Qualification            |                          |                          |
| 12:10                     | H                        | Lancer du poids          | Décathlon                |                          |                          |
| 16:10                     | H                        | Saut en hauteur          | Décathlon                |                          |                          |
| 17:10                     | F                        | 4 x 400 m                | Séries                   |                          |                          |
| 17:45                     | H                        | 4 x 400 m                | Séries                   |                          |                          |
| 18:05                     | H                        | Triple saut              | Finale                   |                          |                          |
| 18:10                     | H                        | 800 m                    | Finale                   |                          |                          |
| 18:25                     | F                        | 5 000 m                  | Finale                   |                          |                          |
| 18:35                     | H                        | Lancer du javelot        | Finale                   |                          |                          |
| 18:55                     | H                        | 400 m                    | Décathlon                |                          |                          |
| 19:30                     | F                        | 4 x 100 m                | Finale                   |                          |                          |
| 19:50                     | H                        | 4 x 100 m                | Finale                   |                          |                          |
| Dimanche 24 juillet 2022  |                          |                          |                          |                          |                          |
| 6:15                      | H                        | 35 km marche             | Finale                   |                          |                          |
| 9:35                      | H                        | 110 m Haies              | Décathlon                |                          |                          |
| 10:30                     | H                        | Lancer du disque         | Décathlon Groupe A       |                          |                          |
| 11:40                     | H                        | Lancer du disque         | Décathlon Groupe B       |                          |                          |
| 12:15                     | H                        | Saut à la perche         | Décathlon Groupe A       |                          |                          |
| 13:15                     | H                        | Saut à la perche         | Décathlon Groupe B       |                          |                          |
| 17:05                     | F                        | 100 m haies              | Demi-finales             |                          |                          |
| 17:05                     | H                        | Lancer du javelot        | Décathlon Groupe A       |                          |                          |
| 17:25                     | H                        | Saut à la perche         | Finale                   |                          |                          |
| 17:55                     | F                        | Saut en longueur         | Finale                   |                          |                          |
| 18:05                     | H                        | 5 000 m                  | Finale                   |                          |                          |
| 18:10                     | H                        | Lancer du javelot        | Décathlon Groupe B       |                          |                          |
| 18:35                     | F                        | 800 m                    | Finale                   |                          |                          |
| 19:00                     | F                        | 100 m Haies              | Finale                   |                          |                          |
| 19:20                     | H                        | 1 500 m                  | Décathlon                |                          |                          |
| 19:35                     | H                        | 4 x 400 m                | Finale                   |                          |                          |
| 19:50                     | F                        | 4 x 400 m                | Finale                   |                          |                          |

## Participation

### Critères de qualification
La période de qualification s'étend du 30 novembre 2020 jusqu'au 29 mai 2022 pour le marathon et le 35 km marche, du 27 décembre 2020 jusqu'au 26 juin 2022 pour le 10 000 mètres, le 20 km marche, les relais et les épreuves combinées. Pour les autres épreuves, la période de qualification est comprise entre le 27 juin 2021 et le 26 juin 2022.
| Épreuve                | Hommes                                                      | Hommes | Femmes                                                      | Femmes |
| Épreuve                | Minima                                                      | Quota  | Minima                                                      | Quota  |
| ---------------------- | ----------------------------------------------------------- | ------ | ----------------------------------------------------------- | ------ |
| 100 m                  | 10 s 05                                                     | 48     | 11 s 15                                                     | 48     |
| 200 m                  | 20 s 24                                                     | 56     | 22 s 80                                                     | 56     |
| 400 m                  | 44 s 90                                                     | 48     | 51 s 35                                                     | 48     |
| 800 m                  | 1 min 45 s 20                                               | 48     | 1 min 59 s 50                                               | 48     |
| 1 500 m                | 3 min 35 s 00                                               | 45     | 4 min 4 s 20                                                | 45     |
| 5 000 m                | 13 min 13 s 50                                              | 42     | 15 min 10 s 00                                              | 42     |
| 10 000 m               | 27 min 28 s 00                                              | 27     | 31 min 25 s 00                                              | 27     |
| Marathon               | 2 h 11 min 30 s                                             | 100    | 2 h 29 min 30 s                                             | 100    |
| 3 000 m steeple        | 8 min 22 s 00                                               | 45     | 9 min 30 s 00                                               | 45     |
| 110/100 m haies        | 13 s 32                                                     | 40     | 12 s 84                                                     | 40     |
| 400 m haies            | 48 s 90                                                     | 40     | 55 s 40                                                     | 40     |
| Saut en hauteur        | 2,33 m                                                      | 32     | 1,96 m                                                      | 32     |
| Saut à la perche       | 5,80 m                                                      | 32     | 4,70 m                                                      | 32     |
| Saut en longueur       | 8,22 m                                                      | 32     | 6,82 m                                                      | 32     |
| Triple saut            | 17,14 m                                                     | 32     | 14,32 m                                                     | 32     |
| Lancer du poids        | 21,10 m                                                     | 32     | 18,50 m                                                     | 32     |
| Lancer du disque       | 66,00 m                                                     | 32     | 63,50 m                                                     | 32     |
| Lancer du marteau      | 77,50 m                                                     | 32     | 72,50 m                                                     | 32     |
| Lancer du javelot      | 85,00 m                                                     | 32     | 64,00 m                                                     | 32     |
| Décathlon/Heptathlon   | 8 350 pts                                                   | 24     | 6 420 pts                                                   | 24     |
| 20 km marche           | 1 h 21 min 0 s                                              | 60     | 1 h 31 min 0 s0                                             | 60     |
| 35 km marche           | 2 h 33 min 0 s (3 h 50 min 0 s sur 50 km)                   | 60     | 2 h 54 min 0 s (4 h 25 min 0 s sur 50km)                    | 60     |
| Relais 4 × 100 m       | 10 premiers des Relais mondiaux 2021 + 6 classement mondial | 16     | 10 premiers des Relais mondiaux 2021 + 6 classement mondial | 16     |
| Relais 4 × 400 m       | 10 premiers des Relais mondiaux 2021 + 6 classement mondial | 16     | 10 premiers des Relais mondiaux 2021 + 6 classement mondial | 16     |
| Relais 4 × 400 m mixte | 12 premiers des Relais mondiaux 2021 + 4 classement mondial | 16     | 12 premiers des Relais mondiaux 2021 + 4 classement mondial | 16     |

Une Wild Card est par ailleurs attribué aux athlètes n'ayant pas réalisé les minima de qualifications mais se trouvant dans l'une des situations suivantes :
- champions du monde en titre (2019)
- vainqueurs de la Ligue de diamant 2021
- tenant du titre d'un championnat continental
- Leader (à la date de fin de la fin de période de qualification) :
  - du Challenge IAAF du lancer de marteau
  - du Challenge mondial de marche
  - de la Coupe du monde des épreuves combinées

### Nations participantes
Le 1er mars 2022, après l'Invasion de l'Ukraine par la Russie en 2022, le Conseil de World Athletics décide d'exclure les athlètes russes et biélorusses de toutes ses compétitions, y compris les championnats du monde de Eugene,.

## Compétition
Pour la première fois, des trophées seront décernés aux trois meilleures nations en fonction des points obtenus lors des épreuves individuelles.
Par ailleurs, en 2022, le 50 kilomètres marche (masculin et féminin) ne figure plus au programme des championnats du monde, ces deux épreuves étant remplacées par le 35 kilomètres marche.

### Problèmes de visas
Début juillet, plusieurs athlètes annoncent ne pas savoir s'ils pourront participer aux Mondiaux faute d'avoir reçu leur visa pour les États-Unis dans les temps. C'est le cas du Jamaïcain Gregory Prince engagé sur le 400 m ou encore de l'Ivoirienne Marie-Josée Ta Lou engagée sur le 100 m. Le Kényan Ferdinand Omanyala annonce son forfait pour les Mondiaux faute de visa, avant de finalement le recevoir le 14 juillet, la veille du début de la compétition.

### Forfaits
Le 3 juillet 2022, le champion du monde 2017 du 800 mètres Pierre-Ambroise Bosse annonce son forfait pour cause d'une blessure à l'ischio-jambier.
Le 7 juillet 2022, le champion du monde 2017 du lancer du javelot Johannes Vetter, déclare forfait à la suite d'une blessure à l'épaule. Le même jour, le champion du monde de saut à la perche Sam Kendricks annonce aussi son forfait à la suite de son opération au genou. C'est ensuite le champion d'Europe 2016 du décathlon Thomas Van der Plaetsen qui déclare forfait.
Le 10 juillet, la championne du monde du lancer du marteau DeAnna Price, déclare ne pas pouvoir participer aux Mondiaux car positive au COVID-19.
Le 11 juillet 2022, le champion du monde et champion olympique en titre du 400 m Steven Gardiner annonce son forfait à la suite d'une inflammation aux tendons. Quelques heures plus tard, c'est la championne olympique du marathon Peres Jepchirchir et la vice-championne olympique 2016 du 800 m Francine Niyonsaba qui annoncent leurs forfaits pour cause, respectivement, d'une blessure à la hanche et d'une fracture de fatigue.

### Faits marquants

#### 15 juillet

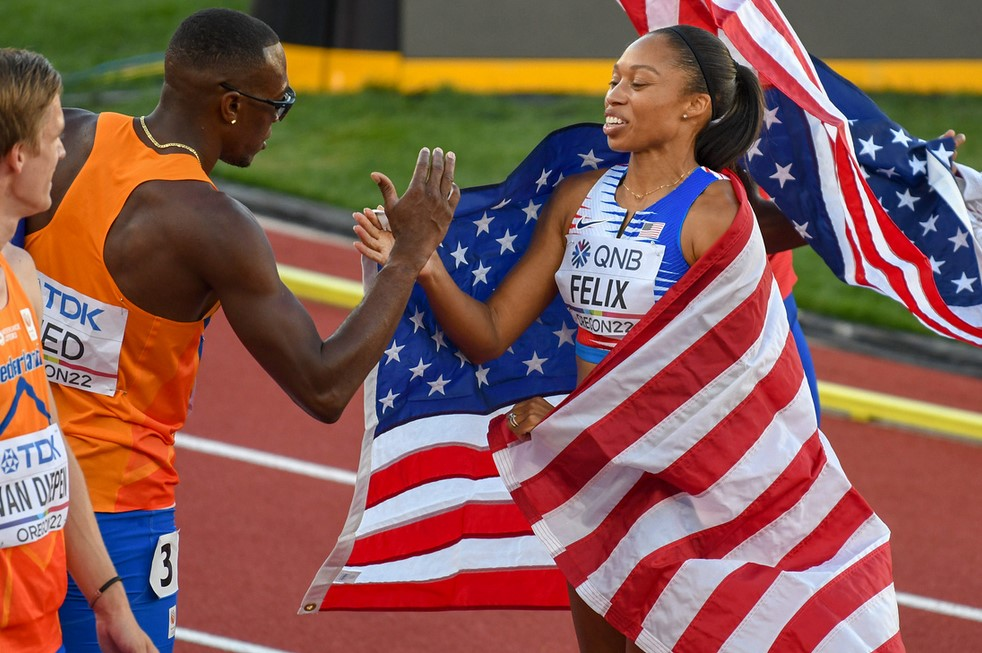
Allyson Felix médaillée de bronze du relais 4 × 400 mètres mixte.

La Péruvienne Kimberly García remporte la première médaille d'or de l'histoire de son pays aux Mondiaux d'athlétisme en remportant le 20 km marche féminin, le Japonais Toshikazu Yamanishi s'imposant dans l'épreuve masculine. L'Américain Fred Kerley, favori pour le titre sur le 100 m masculin, réalise la meilleure performance de l'histoire en série d'un grand championnat avec un chrono en 9 s 79. Sur la même épreuve, le Botswanais Letsile Tebogo bat le record du monde junior en 9 s 94. 
Pour la dernière finale de sa carrière, l'Américaine Allyson Felix remporte une 19e médaille mondiale avec le bronze sur le relais 4 x 400 m mixte. Le champion du monde en titre du saut en longueur masculin Tajay Gayle est éliminé en qualifications après avoir mordu ses trois essais.

#### 16 juillet

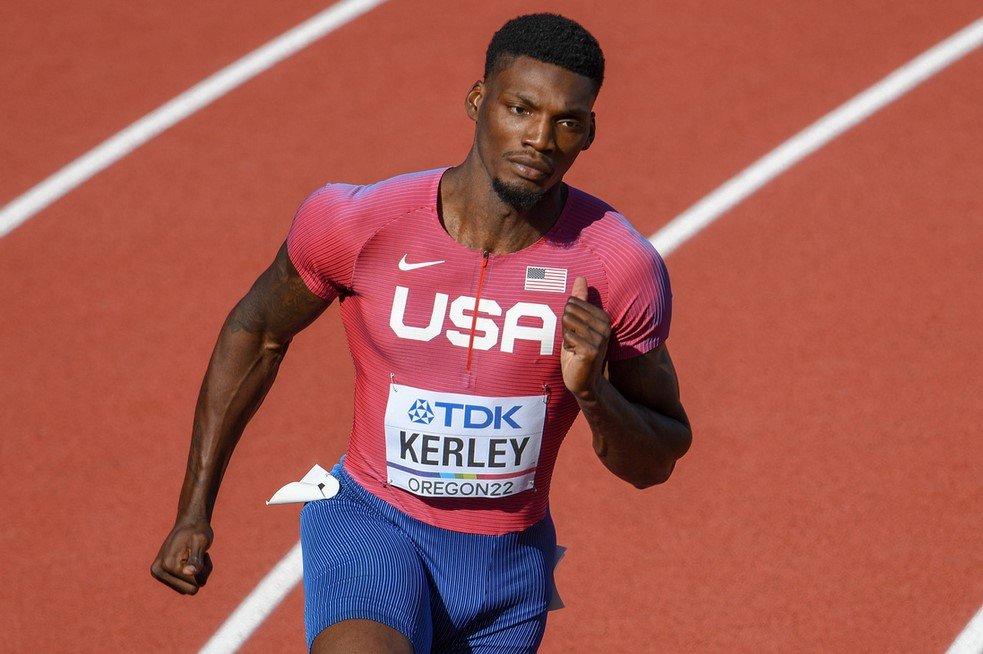
Fred Kerley, champion du monde du 100 m.

Lors du concours de lancer du marteau masculin, le Polonais Paweł Fajdek remporte son cinquième titre mondial consécutif, seul athlète à avoir réussi cet exploit après Sergueï Bubka (six fois champion du monde de saut à la perche) et Lars Riedel (cinq fois champion du monde du lancer du disque). 
Victime d'une contracture de la cuisse droite, le champion olympique italien Marcell Jacobs annonce son forfait deux heures avant les demi-finales du 100 m masculin. Toujours sur le 100 m, les Américains Fred Kerley, Marvin Bracy et Trayvon Bromell réalisent le premier triplé américain sur cette distance depuis les Mondiaux 1991. L'Éthiopienne Letesenbet Gidey, détentrice du record du monde, remporte la finale du 10 000 m. 
Le Chinois Wang Jianan, qui se situe en cinquième position de la finale après les 5 premiers sauts, remporte finalement le titre du saut en longueur masculin à sa dernière tentative (8,36 m). L'Américaine Chase Ealey offre aux États-Unis son premier titre de championne du monde au lancer du poids, en s'imposant avec la marque de 20,49 m.

#### 17 juillet

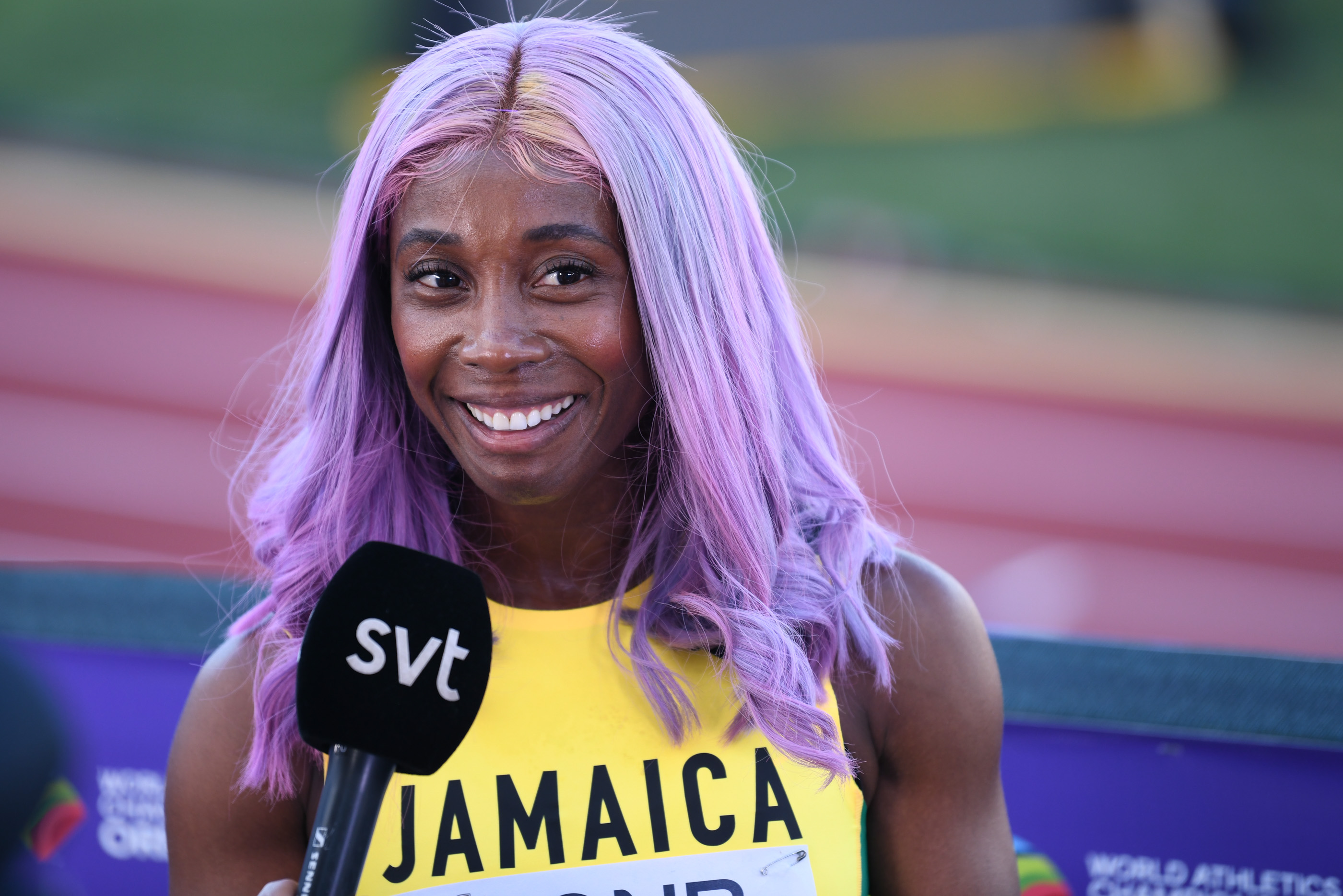
Shelly-Ann Fraser-Pryce remporte à Eugene son 5e titre de championne du monde sur 100 m.

L'Éthiopien Tamirat Tola remporte le marathon en 2 h 5 min 36 s, battant l'ancien record des championnats qui était détenu depuis 2009 par le Kenyan Abel Kirui en 2 h 6 min 54 s. Sur le 10 000 m, l'Ougandais Joshua Cheptegei conserve son titre mondial en 27 min 27 s 43. Lors de la finale du 110 m haies, l'Américain et meilleur performeur mondial de l'année Devon Allen est disqualifié pour un millième. La victoire revient au champion du monde en titre américain Grant Holloway dans le temps de 13 s 03. 
Sur le 100 m féminin, un nouveau triplé est réalisé, cette fois par les Jamaïcaines Shelly-Ann Fraser-Pryce, Shericka Jackson et Elaine Thompson-Herah. C'est la première fois qu'un triplé d'une même nation est réalisé sur le 100 m féminin et c'est également le 5e titre mondial (après 2009, 2013, 2015 et 2019) sur la distance de Shelly-Ann Fraser-Pryce. 
Lors de la finale du lancer du poids, Ryan Crouser, Joe Kovacs et Josh Awotunde réalisent un triplé américain. L'Américaine Brooke Andersen remporte le lancer du marteau féminin et sa compatriote Katie Nageotte le saut à la perche féminin.

#### 18 juillet

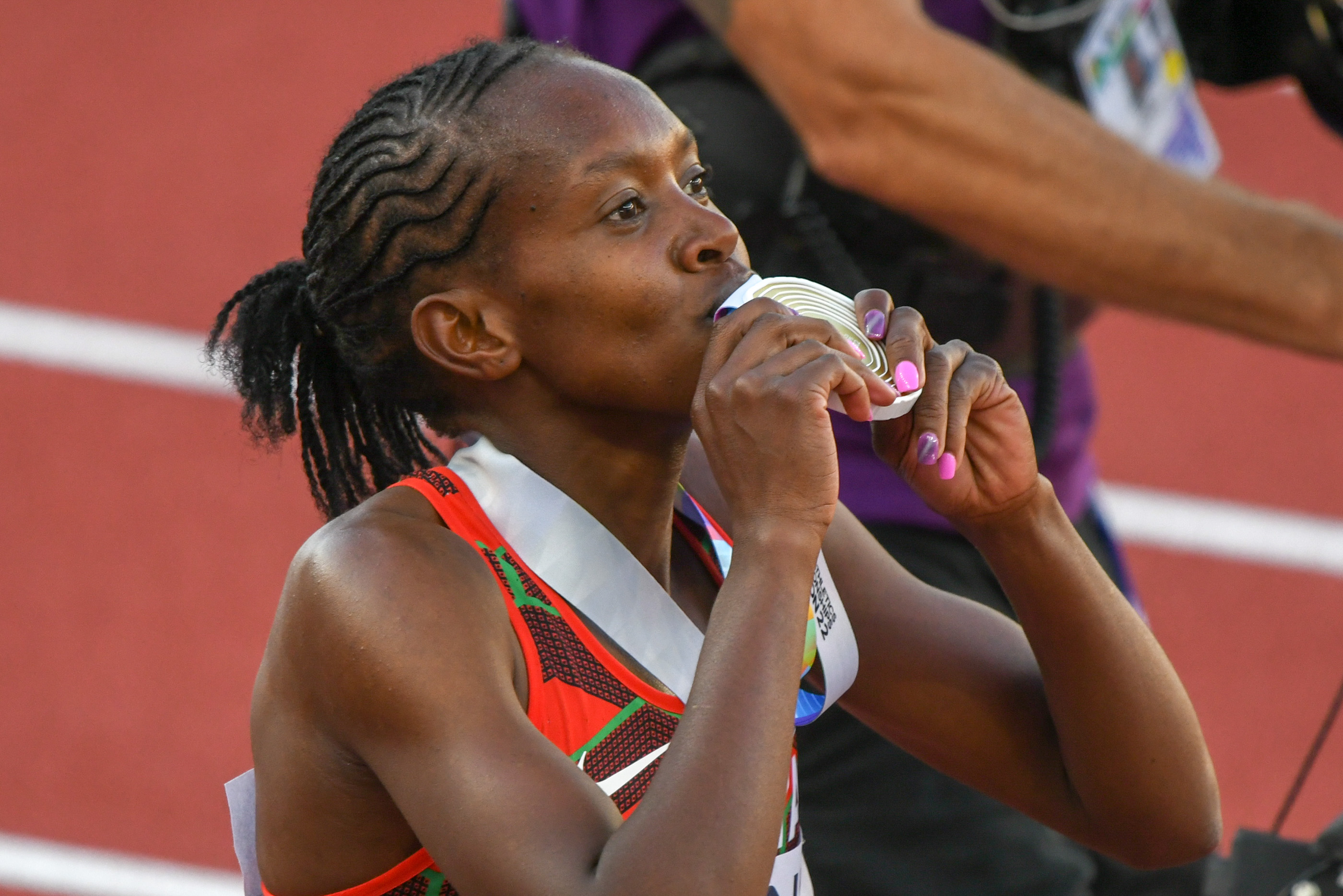
Faith Kipyegon après son nouveau titre sur 1 500 mètres.

L'Éthiopienne Gotytom Gebreslase gagne le marathon féminin en 2 h 18 min 11 s, nouveau record des championnats tandis que la championne du monde en titre, la Kényane Ruth Chepngetich abandonne au 18e kilomètres. La Vénézuélienne Yulimar Rojas remporte son troisième titre mondial consécutif sur le triple saut féminin tout comme le Qatari Mutaz Essa Barshim sur le saut en hauteur masculin. 
La Kényane Faith Kipyegon remporte le 1 500 mètres féminin en réalisant la dixième meilleure performance mondiale de tous les temps en 3 min 52 s 96. La Belge Nafissatou Thiam améliore de plus de deux secondes son record personnel sur le 800 m de l'heptathlon pour remporter le titre, battant de seulement 61 points la Néerlandaise Anouk Vetter. 
Le Canadien Andre De Grasse renonce à s'aligner sur les séries du 200 m masculin dont il est le champion olympique en titre.

#### 19 juillet

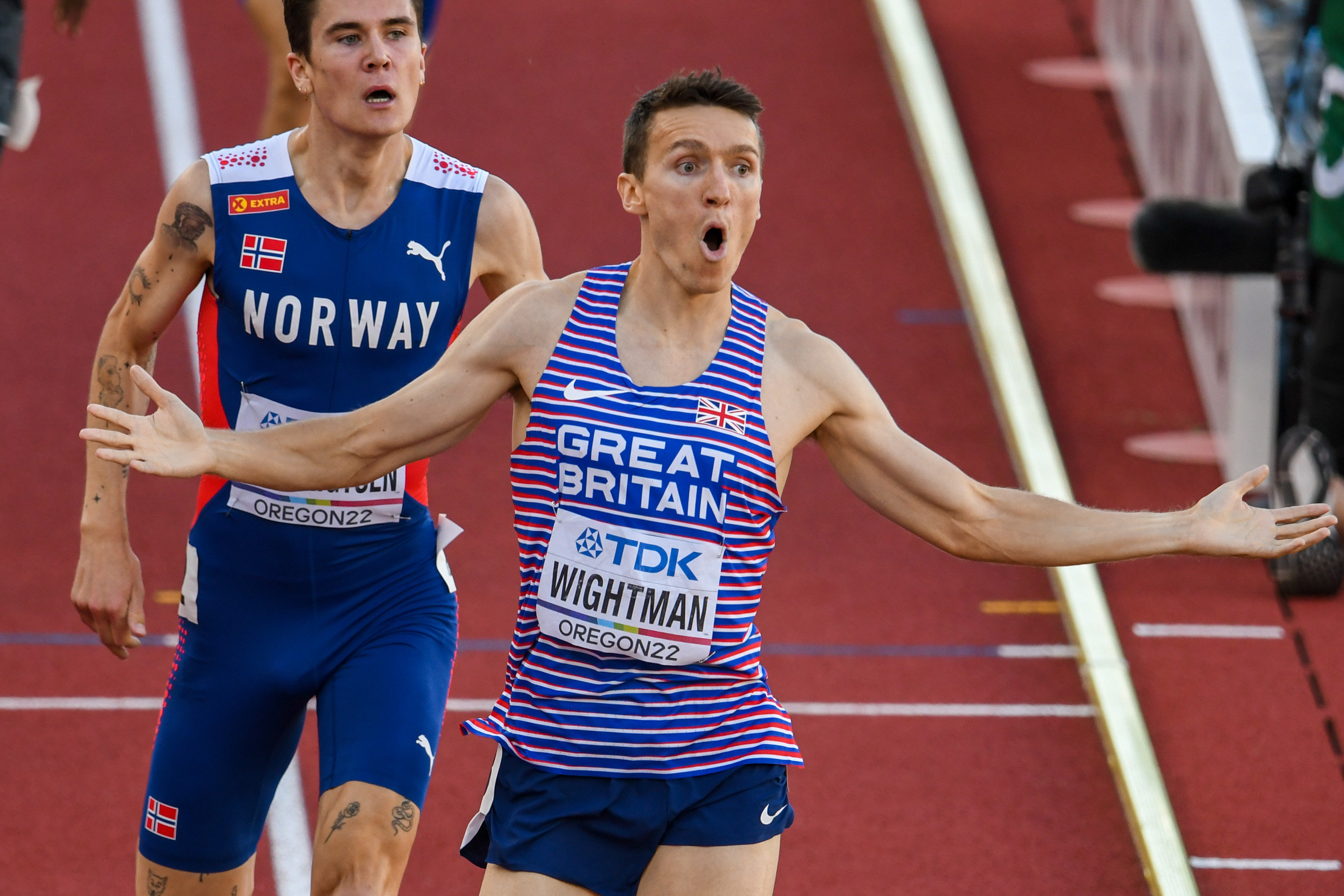
Jake Wightman lors de sa victoire sur 1500 m.

Le Brésilien Alison dos Santos devient le premier athlète de son pays à remporter un titre mondial en remportant le 400 m haies masculin avec un nouveau record des championnats en 46 s 29, battant l'ancien record datant de 1993. Le Britannique Jake Wightman gagne le 1 500 mètres masculin avec la meilleure performance mondiale de l'année en 3 min 29 s 23 et le 2e meilleure temps de l'histoire des championnats du monde. 
Le Slovène Kristjan Čeh devient le plus jeune champion du monde du lancer du disque masculin de l'histoire avec un nouveau record des championnats de 71,13 m. L'Australienne Eleanor Patterson gagne le saut en hauteur féminin avec un nouveau record d'Océanie de 2,02 m. Pendant les demi-finales du 200 m masculin, l'Américain Fred Kerley — champion du monde du 100 m trois jours plus tôt — est victime d'une crampe et termine 6e de sa demie.

#### 20 juillet
La Kazakhe Norah Jeruto bat le record des championnats en 8 min 53 s 02 — troisième meilleur temps de toute l'histoire — pour remporter l'or sur le 3 000 m steeple féminin. La Chinoise Feng Bin réalise un premier lancer à 69,12 m lors de la finale du lancer du disque féminin, plus de trois mètres supérieur à son record personnel, pour s'offrir l'or tandis que l'Américaine Valarie Allman devient la première américaine à monter sur un podium mondial en lancer du disque en prenant le bronze.

#### 21 juillet

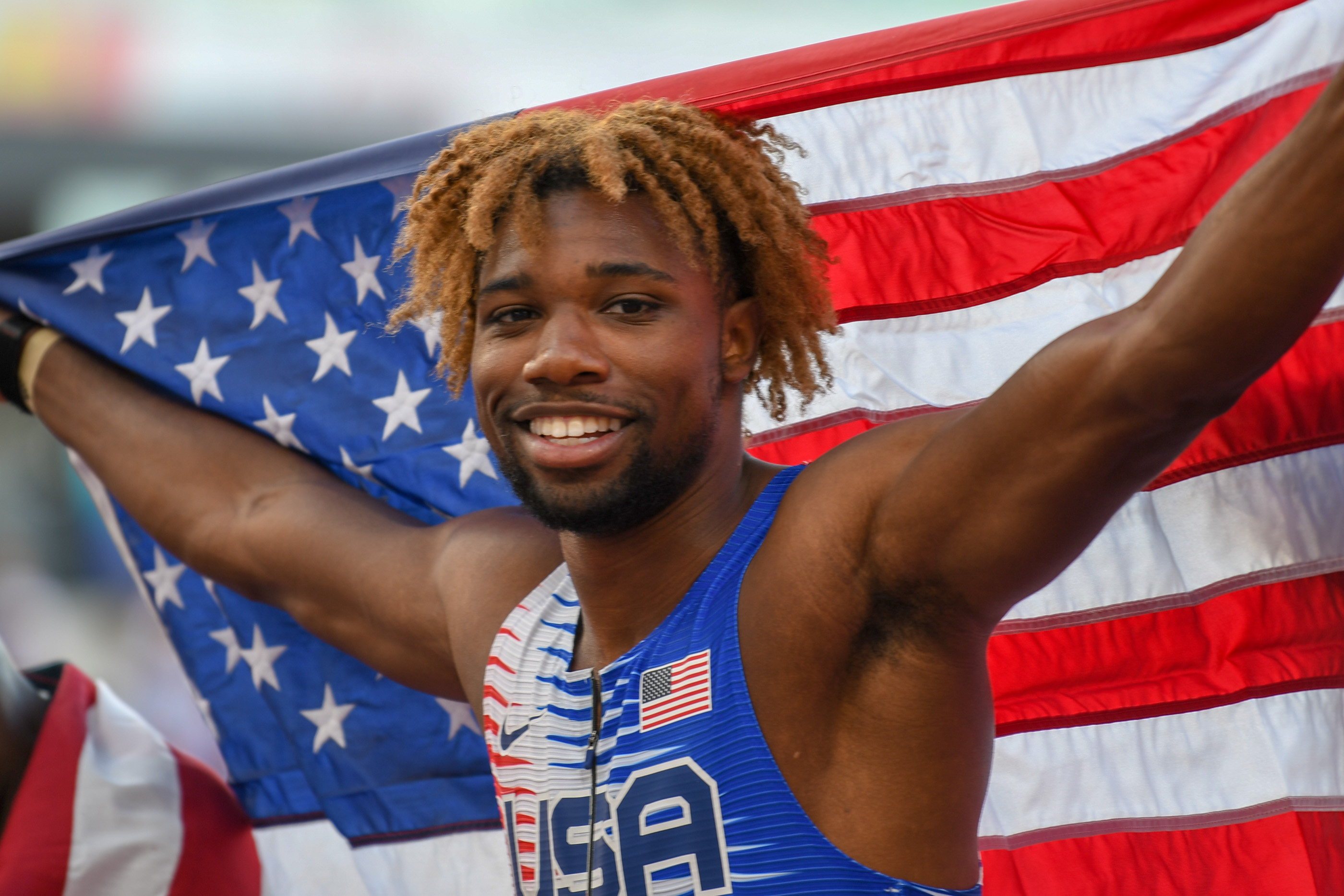
Noah Lyles après son titre sur 200 mètres.

L'Américain Noah Lyles conserve son titre mondial sur le 200 m masculin en battant le record des États-Unis de la distance en 19 s 31, record détenu depuis 1996 par Michael Johnson. La Jamaïcaine Shericka Jackson réalise la deuxième meilleure performance de tous les temps en 21 s 45 sur le 200 m féminin pour remporter l'or. Dans les qualifications du triple saut masculin, le quadruple champion du monde américain Christian Taylor ne parvient pas à se qualifier pour la finale avec un meilleur saut mesuré à 16,48 m.

#### 22 juillet

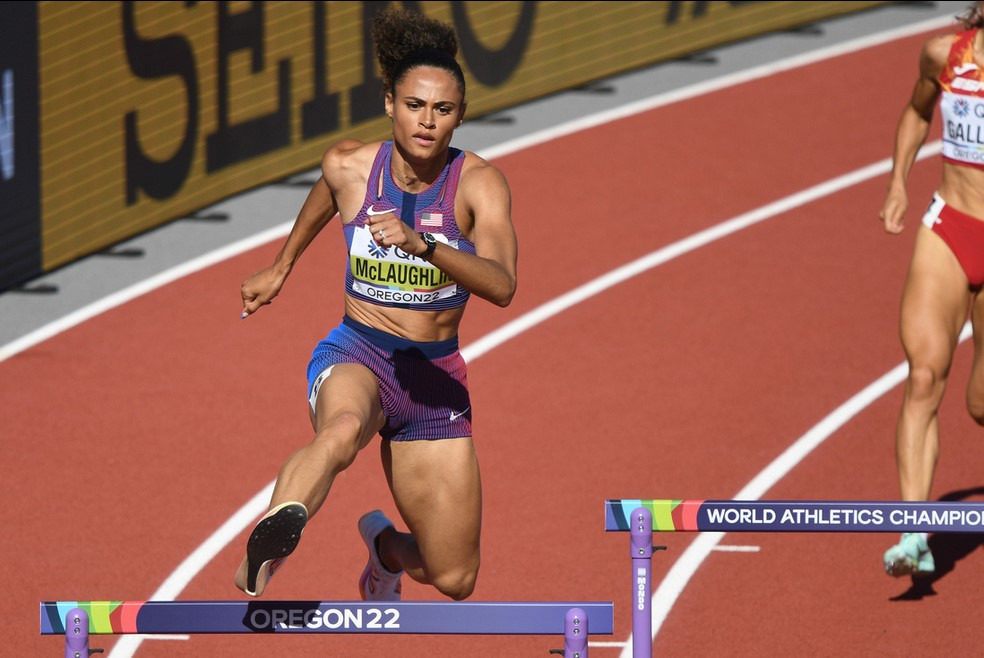
Sydney McLaughlin, championne du monde du 400 m haies avec un nouveau record du monde.

Sur le 35 km marche féminin, la Péruvienne Kimberly García remporte le titre, une semaine après avoir déjà remporté celui sur le 20 km marche. L'épreuve se termine également par le même podium que sur le 20 km, avec García en or, la Polonaise Katarzyna Zdziebło en argent et la Chinoise Qieyang Shenjie en bronze. L'Australienne Kelsey-Lee Barber conserve son titre mondial sur le lancer du javelot féminin avec un jet à 66,91 m.
La Bahaméenne Shaunae Miller-Uibo remporte son premier titre mondial sur le 400 m féminin après deux titres olympiques en 2016 et 2020. Pour la première fois depuis 2003, aucune Américaine ne s'est qualifiée pour cette finale. Toujours sur 400 m, l'Américain Michael Norman remporte l'épreuve masculine en 44 s 29 devant le Grenadien Kirani James qui décroche l'argent après l'or en 2011 et le bronze en 2015.
L'Américaine Sydney McLaughlin remporte le titre sur le 400 m haies féminin avec un nouveau record du monde en 50 s 68, devenant la première athlète à franchir la barrière des 51 secondes.

#### 23 juillet

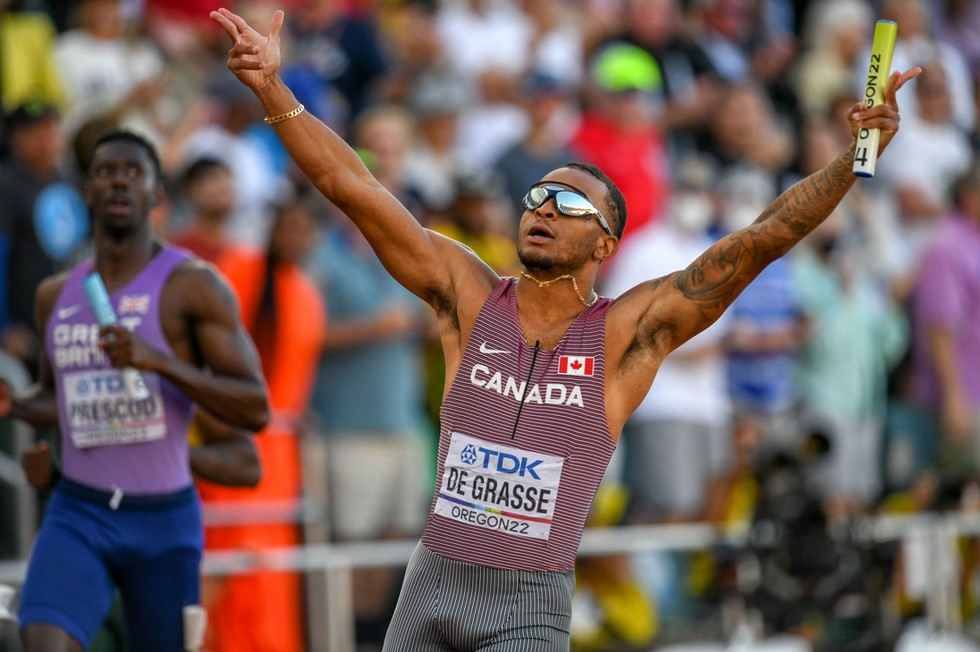
Andre De Grasse, dernier relayeur du Canada, à l'arrivée du relais 4 × 100 mètres.

Le Portugais Pedro Pichardo dans l'épreuve du triple saut avec la marque de 17,95 m réussie dès son entrée dans le concours. Au lancer du javelot masculin, le Grenadien Anderson Peters conserve son titre en effectuant 3 lancers au-delà des 90 mètres. L'Éthiopienne Gudaf Tsegay triomphe sur le 5 000 m et le Kényan Emmanuel Korir sur le 800 m. 
Après l'abandon sur blessure dans le 400 m du décathlon du favori canadien Damian Warner, c'est le Portoricain Ayden Owens-Delerme qui occupe la première place de la compétition après les 5 épreuves de la première journée. Dans l'épreuve du relais 4 × 100 m masculin, les Canadiens amenés par Andre De Grasse s'imposent devant les favoris américains en 37 s 48. Chez les femmes, l'équipe jamaïcaine composée notamment des 3 médaillées sur 100 m, s'incline face aux États-Unis et ne prend que la médaille d'argent.

#### 24 juillet

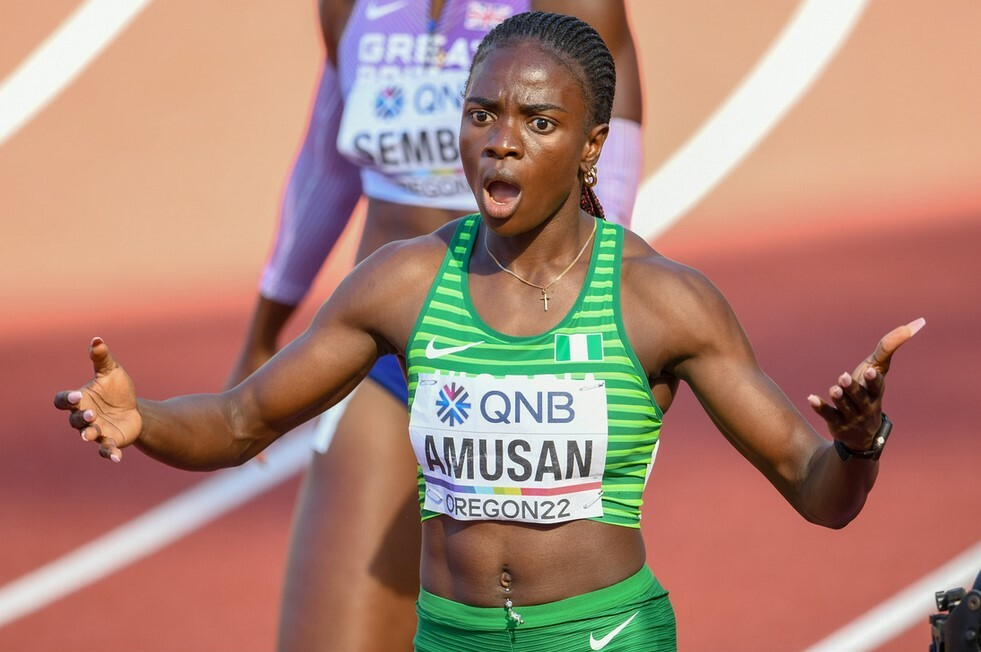
Tobi Amusan remporte le titre du 100 m haies après avoir battu le record du monde en demi-finale.

L'Italien Massimo Stano remporte la médaille d'or du 35 kilomètres marche en 2 h 23 min 14 s, compétition qui se dispute pour la première fois dans le cadre des championnats du monde. Au saut à la perche masculin, et alors assuré de sa médaille d'or, le Suédois Armand Duplantis tente et franchit à son deuxième essai une barre à 6,21 m, améliorant d'un centimètre son propre record du monde. Au saut en longueur féminin, Malaika Mihambo conserve son titre mondial en établissant la marque de 7,12 m, offrant à l'Allemagne sa seule médaille d'or dans ces championnats. 
Battu sur 1 500 m, le Norvégien Jakob Ingebrigtsen prend sa revanche sur 5 000 m en s'imposant en 13 min 9 s 24, tout comme l'Américaine Athing Mu qui domine la finale du 800 m en 1 min 56 s 30. Lors des demi-finales du 100 m haies, la Nigériane Tobi Amusan améliore de manière inattendue le record du monde de la discipline en 12 s 12, et deux heures plus tard, elle s'impose en finale en 12 s 06 mais avec un vent favorable de 2,5 m/s supérieur à la limite autorisée. Les États-Unis remportent les relais 4 × 400 m masculins et féminins. 
Allyson Felix, qui avait participé aux séries, décroche à cette occasion son 14e titre de championne du monde, record absolu pour un athlète. Dans l'épilogue du décathlon, le Français Kevin Mayer, 6e à l'issue de la première journée, remonte tous ses concurrents grâce à ses performances au lancer du disque, au saut à la perche et au lancer du javelot, totalisant 8 816 points et décrochant son deuxième titre de champion du monde.

## Résultats

### Hommes
| Épreuves                               | Or | Argent | Bronze |
| -------------------------------------- | --- | --- | --- |
| 100 m (vent : - 0,1 m/s) Détails       | Fred Kerley 9 s 86 | Marvin Bracy 9 s 88 | Trayvon Bromell 9 s 88 |
| 200 m (vent : + 0,4 m/s) Détails       | Noah Lyles 19 s 31 (WL, NR) | Kenneth Bednarek 19 s 77 (SB) | Erriyon Knighton 19 s 80 |
| 400 m Détails                          | Michael Norman 44 s 29 | Kirani James 44 s 48 | Matthew Hudson-Smith 44 s 66 |
| 800 m Détails                          | Emmanuel Korir 1 min 43 s 71 (SB) | Djamel Sedjati 1 min 44 s 14 | Marco Arop 1 min 44 s 28 |
| 1 500 m Détails                        | Jake Wightman 3 min 29 s 23 (WL, PB) | Jakob Ingebrigtsen 3 min 29 s 47 (SB) | Mohamed Katir 3 min 29 s 90 (SB)                                                                                                   |
| 5 000 m Détails                        | Jakob Ingebrigtsen 13 min 9 s 24 | Jacob Krop 13 min 9 s 98 | Oscar Chelimo 13 min 10 s 20 (SB)                                                                                                  |
| 10 000 m Détails                       | Joshua Cheptegei 27 min 27 s 43 (SB) | Stanley Waithaka Mburu 27 min 27 s 90 (SB) | Jacob Kiplimo 27 min 27 s 97 (SB)                                                                                                  |
| Marathon Détails                       | Tamirat Tola 2 h 5 min 36 s (CR) | Mosinet Geremew 2 h 6 min 45 s | Bashir Abdi 2 h 6 min 49 s |
| 20 km marche Détails                   | Toshikazu Yamanishi 1 h 19 min 7 s (SB) | Kōki Ikeda 1 h 19 min 14 s | Perseus Karlström 1 h 19 min 18 s (SB)                                                                                             |
| 35 km marche Détails                   | Massimo Stano 2 h 23 min 14 s (CR, NR) | Masatora Kawano 2 h 23 min 15 s (AR) | Perseus Karlström 2 h 23 min 44 s (PB)                                                                                             |
| 110 m haies (vent : + 1,2 m/s) Détails | Grant Holloway 13 s 03 | Trey Cunningham 13 s 08 | Asier Martínez 13 s 17 (PB) |
| 400 m haies Détails                    | Alison dos Santos 46 s 29 (CR, AR) | Rai Benjamin 46 s 89 (SB) | Trevor Bassitt 47 s 39 (PB) |
| 3 000 m steeple Détails                | Soufiane el-Bakkali 8 min 25 s 13 | Lamecha Girma 8 min 26 s 01 | Conseslus Kipruto 8 min 27 s 92 |
| 4 × 100 m Détails                      | Canada Aaron Brown Jerome Blake Brendon Rodney Andre De Grasse 37 s 48 (WL)                                                                       | États-Unis Christian Coleman Noah Lyles Elijah Hall Marvin Bracy 37 s 55 (SB)                                                                       | Royaume-Uni Jona Efoloko Zharnel Hughes Nethaneel Mitchell-Blake Reece Prescod 37 s 83 (SB) Participation aux séries : Adam Gemili |
| 4 × 400 m Détails                      | États-Unis Elija Godwin Michael Norman Bryce Deadmon Champion Allison 2 min 56 s 17 (WL) Participation aux séries : Vernon Norwood Trevor Bassitt | Jamaïque Akeem Bloomfield Nathon Allen Jevaughn Powell Christopher Taylor 2 min 58 s 58 (SB) Participation aux séries : Karayme Bartley Anthony Cox | Belgique Dylan Borlée Julien Watrin Alexander Doom Kévin Borlée 2 min 58 s 72 (SB) Participation aux séries : Jonathan Sacoor      |
| Saut en hauteur Détails                | Mutaz Essa Barshim 2,37 m (WL) | Woo Sang-hyeok 2,35 m (NR) | Andriy Protsenko 2,33 m (SB) |
| Saut à la perche Détails               | Armand Duplantis 6,21 m (WR) | Chris Nilsen 5,94 m | Ernest Obiena 5,94 m (AR) |
| Saut en longueur Détails               | Wang Jianan 8,36 m (SB) | Miltiádis Tedóglou 8,32 m | Simon Ehammer 8,16 m |
| Triple saut Détails                    | Pedro Pichardo 17,95 m (WL) | Hugues Fabrice Zango 17,55 m (SB) | Zhu Yaming 17,31 m (SB) |
| Lancer du poids Détails                | Ryan Crouser 22,94 m (CR) | Joe Kovacs 22,89 m (SB) | Josh Awotunde 22,29 m (PB) |
| Lancer du disque Détails               | Kristjan Čeh 71,13 m (CR) | Mykolas Alekna 69,27 m | Andrius Gudžius 67,55 m |
| Lancer du marteau Détails              | Paweł Fajdek 81,89 m (WL) | Wojciech Nowicki 81,03 m | Eivind Henriksen 80,87 m (SB) |
| Lancer du javelot Détails              | Anderson Peters 90,54 m | Neeraj Chopra 88,13 m | Jakub Vadlejch 88,09 m |
| Décathlon Détails                      | Kevin Mayer 8 816 pts (SB) | Pierce Lepage 8 701 pts (PB) | Zach Ziemek 8 676 pts (PB) |

### Femmes
| Épreuves                               | Or | Argent | Bronze |
| -------------------------------------- | --- | --- | --- |
| 100 m (vent : + 0,8 m/s) Détails       | Shelly-Ann Fraser-Pryce 10 s 67 (CR) | Shericka Jackson 10 s 73 (PB) | Elaine Thompson-Herah 10 s 81 |
| 200 m (vent : + 0,6 m/s) Détails       | Shericka Jackson 21 s 45 (CR, NR, WL) | Shelly-Ann Fraser-Pryce 21 s 81 (SB) | Dina Asher-Smith 22 s 02 |
| 400 m Détails                          | Shaunae Miller-Uibo 49 s 11 (WL) | Marileidy Paulino 49 s 60 | Sada Williams 49 s 75 (NR) |
| 800 m Détails                          | Athing Mu 1 min 56 s 30 (WL) | Keely Hodgkinson 1 min 56 s 38 (SB) | Mary Moraa 1 min 56 s 71 (PB) |
| 1 500 m Détails                        | Faith Kipyegon 3 min 52 s 96 | Gudaf Tsegay 3 min 54 s 52 | Laura Muir 3 min 55 s 28 (SB) |
| 5 000 m Détails                        | Gudaf Tsegay 14 min 46 s 29 | Beatrice Chebet 14 min 46 s 75 (SB) | Dawit Seyaum 14 min 47 s 36 |
| 10 000 m Détails                       | Letesenbet Gidey 30 min 09 s 94 (WL) | Hellen Obiri 30 min 10 s 02 (PB) | Margaret Chelimo Kipkemboi 30 min 10 s 07 (PB)                                                                                   |
| Marathon Détails                       | Gotytom Gebreslase 2 h 18 min 11 s (CR) | Judith Jeptum Korir 2 h 18 min 20 s (PB) | Lonah Chemtai Salpeter 2 h 20 min 18 s                                                                                           |
| 20 km marche Détails                   | Kimberly García 1 h 26 min 58 s (NR) | Katarzyna Zdziebło 1 h 27 min 31 s (NR) | Qieyang Shenjie 1 h 27 min 56 s                                                                                                  |
| 35 km marche Détails                   | Kimberly García 2 h 39 min 16 s (CR, AR) | Katarzyna Zdziebło 2 h 40 min 3 s (PB) | Qieyang Shenjie 2 h 40 min 37 s (AR)                                                                                             |
| 100 m haies (vent : + 2,5 m/s) Détails | Tobi Amusan 12 s 06 | Britany Anderson 12 s 23 | Jasmine Camacho-Quinn 12 s 23 |
| 400 m haies Détails                    | Sydney McLaughlin 50 s 68 (WR) | Femke Bol 52 s 27 (SB) | Dalilah Muhammad 53 s 13 (SB) |
| 3 000 m steeple Détails                | Norah Jeruto 8 min 53 s 02 (CR) | Werkuha Getachew 8 min 54 s 61 (NR) | Mekides Abebe 8 min 56 s 08 (PB)                                                                                                 |
| 4 × 100 m Détails                      | États-Unis Melissa Jefferson Abby Steiner Jenna Prandini Twanisha Terry 41 s 14 (WL) Participation aux séries : Aleia Hobbs                                            | Jamaïque Kemba Nelson Elaine Thompson-Herah Shelly-Ann Fraser-Pryce Shericka Jackson 41 s 18 (SB) Participation aux séries : Briana Williams Natalliah Whyte Remona Burchell     | Allemagne Tatjana Pinto Alexandra Burghardt Gina Lückenkemper Rebekka Haase 42 s 03 (SB)                                         |
| 4 × 400 m Détails                      | États-Unis Talitha Diggs Abby Steiner Britton Wilson Sydney McLaughlin 3 min 17 s 79 (WL) Participation aux séries : Allyson Felix Kaylin Whitney Jaide Stepter Baynes | Jamaïque Candice McLeod Janieve Russell Stephenie Ann McPherson Charokee Young 3 min 20 s 74 (SB) Participation aux séries : Junelle Bromfield Tiffany James Stacey-Ann Williams | Royaume-Uni Victoria Ohuruogu Nicole Yeargin Jessie Knight Laviai Nielsen 3 min 22 s 64 (SB) Participation aux séries : Ama Pipi |
| Saut en hauteur Détails                | Eleanor Patterson 2,02 m (AR) | Yaroslava Mahuchikh 2,02 m | Elena Vallortigara 2,00 m (SB)                                                                                                   |
| Saut à la perche Détails               | Katie Nageotte 4,85 m (WL) | Sandi Morris 4,85 m (WL) | Nina Kennedy 4,80 m (SB) |
| Saut en longueur Détails               | Malaika Mihambo 7,12 m (SB) | Ese Brume 7,02 m (SB) | Leticia Oro Melo 6,89 m (PB) |
| Triple saut Détails                    | Yulimar Rojas 15,47 m (WL) | Shanieka Ricketts 14,89 m (SB) | Tori Franklin 14,72 m (SB) |
| Lancer du poids Détails                | Chase Ealey 20,49 m | Gong Lijiao 20,39 m (SB) | Jessica Schilder 19,77 m (NR) |
| Lancer du disque Détails               | Feng Bin 69,12 m (PB) | Sandra Perković 68,45 m (SB) | Valarie Allman 68,30 m |
| Lancer du marteau Détails              | Brooke Andersen 78,96 m | Camryn Rogers 75,52 m | Janee Kassanavoid 74,86 m |
| Lancer du javelot Détails              | Kelsey-Lee Barber 66,91 m (WL) | Kara Winger 64,05 m | Haruka Kitaguchi 63,27 m |
| Heptathlon Détails                     | Nafissatou Thiam 6 947 pts (WL) | Anouk Vetter 6 867 pts (NR) | Anna Hall 6 755 pts (PB) |

### Mixte
| Épreuves          | Or | Argent | Bronze |
| ----------------- | --- | --- | --- |
| 4 × 400 m Détails | République dominicaine Lidio Andrés Feliz Marileidy Paulino Alexander Ogando Fiordaliza Cofil 3 min 9 s 82 (WL) | Pays-Bas Liemarvin Bonevacia Lieke Klaver Tony van Diepen Femke Bol 3 min 9 s 90 (NR) Participation aux séries : Eveline Saalberg | États-Unis Elija Godwin Allyson Felix Vernon Norwood Kennedy Simon 3 min 10 s 16 (SB) Participation aux séries : Wadeline Jonathas |

## Tableau des médailles

### Classement
Ci-dessous le classement final.
| Rang | Nation                 | Or | Argent | Bronze | Total |
| ---- | ---------------------- | -- | ------ | ------ | ----- |
| 1    | États-Unis             | 13 | 9      | 11     | 33    |
| 2    | Éthiopie               | 4  | 4      | 2      | 10    |
| 3    | Jamaïque               | 2  | 7      | 1      | 10    |
| 4    | Kenya                  | 2  | 5      | 3      | 10    |
| 5    | Chine                  | 2  | 1      | 3      | 6     |
| 6    | Australie              | 2  | 0      | 1      | 3     |
| 7    | Pérou                  | 2  | 0      | 0      | 2     |
| 8    | Pologne                | 1  | 3      | 0      | 4     |
| 9    | Japon                  | 1  | 2      | 1      | 4     |
| 9    | Canada                 | 1  | 2      | 1      | 4     |
| 11   | Grande-Bretagne        | 1  | 1      | 5      | 7     |
| 12   | Norvège                | 1  | 1      | 1      | 3     |
| 13   | République dominicaine | 1  | 1      | 0      | 2     |
| 13   | Grenade                | 1  | 1      | 0      | 2     |
| 13   | Nigeria                | 1  | 1      | 0      | 2     |
| 16   | Belgique               | 1  | 0      | 2      | 3     |
| 16   | Ouganda                | 1  | 0      | 2      | 3     |
| 16   | Suède                  | 1  | 0      | 2      | 3     |
| 19   | Italie                 | 1  | 0      | 1      | 2     |
| 19   | Brésil                 | 1  | 0      | 1      | 2     |
| 19   | Allemagne              | 1  | 0      | 1      | 2     |
| 22   | Bahamas                | 1  | 0      | 0      | 1     |
| 22   | France                 | 1  | 0      | 0      | 1     |
| 22   | Kazakhstan             | 1  | 0      | 0      | 1     |
| 22   | Maroc                  | 1  | 0      | 0      | 1     |
| 22   | Portugal               | 1  | 0      | 0      | 1     |
| 22   | Qatar                  | 1  | 0      | 0      | 1     |
| 22   | Slovénie               | 1  | 0      | 0      | 1     |
| 22   | Venezuela              | 1  | 0      | 0      | 1     |
| 30   | Pays-Bas               | 0  | 3      | 1      | 4     |
| 31   | Lituanie               | 0  | 1      | 1      | 2     |
| 31   | Ukraine                | 0  | 1      | 1      | 2     |
| 33   | Algérie                | 0  | 1      | 0      | 1     |
| 33   | Burkina Faso           | 0  | 1      | 0      | 1     |
| 33   | Croatie                | 0  | 1      | 0      | 1     |
| 33   | Grèce                  | 0  | 1      | 0      | 1     |
| 33   | Inde                   | 0  | 1      | 0      | 1     |
| 33   | Corée du Sud           | 0  | 1      | 0      | 1     |
| 39   | Espagne                | 0  | 0      | 2      | 2     |
| 40   | Barbade                | 0  | 0      | 1      | 1     |
| 40   | Tchéquie               | 0  | 0      | 1      | 1     |
| 40   | Israël                 | 0  | 0      | 1      | 1     |
| 40   | Philippines            | 0  | 0      | 1      | 1     |
| 40   | Porto Rico             | 0  | 0      | 1      | 1     |
| 40   | Suisse                 | 0  | 0      | 1      | 1     |

### Trophée par équipes
Le classement du trophée par équipe est déterminé en fonction des points attribués à chaque finaliste (8 premières places). 8 points sont attribués à une 1re place, 7 points à une 2e place, et ainsi de suite jusqu'à un point attribué à une 8e place. Les États-Unis remportent ce trophée avec 328 pts, devant la Jamaïque (110 pts) et l’Éthiopie (106 pts).
| Rang               | Pays        | Médaille d'or | Médaille d'argent | Médaille de bronze | 4 | 5 | 6  | 7 | 8 | Pts |
| ------------------ | ----------- | ------------- | ----------------- | ------------------ | - | - | -- | - | - | --- |
| Médaille d'or      | États-Unis  | 13            | 9                 | 11                 | 5 | 6 | 12 | 1 | 8 | 328 |
| Médaille d'argent  | Jamaïque    | 2             | 7                 | 1                  | 2 | 3 | 3  | 4 | 0 | 110 |
| Médaille de bronze | Éthiopie    | 4             | 4                 | 2                  | 3 | 2 | 2  | 1 | 3 | 106 |
| 4                  | Kenya       | 2             | 5                 | 3                  | 3 | 2 | 2  | 2 | 2 | 104 |
| 5                  | Royaume-Uni | 1             | 1                 | 5                  | 1 | 3 | 1  | 1 | 1 | 68  |
| 6                  | Canada      | 1             | 2                 | 1                  | 3 | 2 | 3  | 1 | 1 | 63  |
| 6                  | Chine       | 2             | 1                 | 3                  | 1 | 2 | 2  | 1 | 1 | 63  |
| 8                  | Pologne     | 1             | 3                 | 0                  | 3 | 1 | 0  | 0 | 1 | 49  |
| 9                  | Australie   | 2             | 0                 | 1                  | 1 | 3 | 1  | 2 | 1 | 47  |
| 9                  | Pays-Bas    | 0             | 3                 | 1                  | 3 | 0 | 1  | 1 | 0 | 47  |
| 11                 | Japon       | 1             | 2                 | 1                  | 1 | 0 | 1  | 1 | 2 | 40  |
| 12                 | Italie      | 1             | 0                 | 1                  | 3 | 1 | 0  | 2 | 2 | 39  |
| 13                 | Brésil      | 1             | 0                 | 1                  | 1 | 1 | 1  | 3 | 2 | 34  |
| 14                 | France      | 1             | 0                 | 0                  | 2 | 2 | 1  | 1 | 1 | 32  |
| 14                 | Allemagne   | 1             | 0                 | 1                  | 1 | 2 | 1  | 1 | 0 | 32  |
| 14                 | Suède       | 1             | 0                 | 2                  | 1 | 1 | 1  | 0 | 0 | 32  |

## Primes
Une prime de 100 000 $ est attribuée à l'athlète ou l'équipe qui établit un record du monde lors de cette compétition. Par ailleurs des primes sont attribuées aux huit finalistes :
Épreuves individuelles
 : 70 000 $
 : 35 000 $
 : 22 000 $
4e : 16 000 $
5e : 11 000 $
6e : 7 000 $
7e : 6 000 $
8e : 5 000 $
Épreuves par équipes
 : 80 000 $
 : 40 000 $
 : 20 000 $
4e : 16 000 $
5e : 12 000 $
6e : 8 000 $
7e : 6 000 $
8e : 4 000 $

## Légende
Records et Performances
- AR : Record continental (area record)
- CR : Record des championnats (championship record)
- MR : Record du meeting (meet record)
- NR : Record national (national record)
- OR : Record olympique (olympic record)
- PR : Record paralympique (paralympic record)
- PB : Record personnel (personal best)
- SB : Meilleure performance personnelle de la saison (season's best)
- WL : Meilleure performance mondiale de l'année (world leader)
- WJR : Record du monde junior (world junior record)
- WR : Record du monde (world record)

Circonstances et Conditions
- DNF : N'a pas terminé (did not finish)
- DNS : N'a pas pris le départ (did not start)
- DQ : Disqualification (disqualification)
- NM : Aucun essai valable enregistré (No Mark)
- Q : Qualifié « directement » au prochain tour (ou à la prochaine compétition), lors d'une compétition majeure, grâce au classement ou à la réalisation des minima (automatic qualifier)
- q : Qualifié au prochain tour (ou à la prochaine compétition), lors d'une compétition majeure, grâce au repêchage ou à la réalisation de l'une des meilleures performances parmi celles des « non qualifiés directement » (grâce au meilleur temps ou à la meilleure distance par exemple) (secondary qualifier)